# Katja Aglert
Katja Margaretha Aglert, född den 8 oktober 1970, är en svensk konstnär, och professor på konstnärlig grund vid tema Genus, Linköpings universitet. 
Aglert arbetar främst med video, text, performance och installation. Hon bedriver en transdisciplinär konstnärlig praktik som inkluderar både individuella projekt och samarbeten, och är situerat i feministiska och mer-än-mänskliga utforskanden.

## Utställningar i urval
- Antifreeze – Rehearsals as Score, (separatutställning) curerad av Hanne Hammer Stien, Polarmuseet, Tromsø, Norge (2017-2018)
- The breath between the rustle of dead leaves and the shadow of a tale, (separatutställning) curerad av Anabelle Lacroix, Biologiska Museet (2016)
- Winter Event–antifreeze, (separatutställning) curerad av Stefanie Hessler, FLORA ars+natura, Bogotá, Colombia (2015)
- Winter Event–antifreeze, (separatutställning) curerad av Stefanie Hessler, Museum for Contemporary Art, Santiago, Chile (2015)
- On Invasive Grounds[3], (separatutställning) curerad av Helena Selder, Marabouparken (2014)

## Uppdrag i urval
Katja Aglert är konstnärlig ledare och biträdande chef (2020-2022) för The Seed Box, ett internationellt forskningssamarbete för miljöorienterad humaniora med bas vid Linköpings universitet. Hon är föreläsare och gästlärare på universitet och konsthögskolor som Stockholms universitet, Konstfack och Umeå Konsthögskola.

## Offentliga konstnärliga gestaltningsuppdrag i urval
- Foolish Fire[5] (i samarbete med Oskar Aglert, på uppdrag av ArtPlatform och Studentbostäder Stångåstaden, Linköping, 2016.
- A Sudden Gust of Wind (after Hokusai and Wall)[6], i samverkan med Marco Marcel and Maria Dietrichson, på uppdrag av Haninge kommun, 2012-2016.
- Stuffed City[7], i samverkan med Jessika Botrus, Suprioy Choudhury, Arijana Gashi, Ninorta Ibrahim, Sukhman Kaur, Betty Mekonen, Asif Mirza, Rahel Sisay, Kinga Swiatkiewicz, Rosel Tomeh, Ramona Zein, på uppdrag av Botkyrka kommun, 2011.